# Dalzell (Carolina del Sur)
Dalzell es un lugar designado por el censo ubicado en el condado de Sumter, en el estado estadounidense de Carolina del Sur. La localidad en el año 2000 tiene una población de 2.260 habitantes en una superficie de 17.9 km², con una densidad poblacional de 127.3 personas por km². 

## Geografía
Dalzell se encuentra ubicado en las coordenadas 34°1′11″N 80°25′47″O / 34.01972, -80.42972. Según la Oficina del Censo, el pueblo tiene un área total de 17,9 km² (6,9 mi²), de la cual 17,8 km² (6,9 mi²) es tierra y 0,1 km² (0 mi²) (0.72%) es agua.

### Localidades adyacentes
El siguiente diagrama muestra a las localidades en un radio de 12 kilómetros (7,5 mi) de Dalzell.

## Demografía
En el 2000 la renta per cápita promedia del hogar era de $40.750, y el ingreso promedio para una familia era de $41.979. El ingreso per cápita para la localidad era de $15.124. En 2000 los hombres tenían un ingreso per cápita de $29.006 contra $22.000 para las mujeres. Alrededor del 14.90% de la población estaba bajo el umbral de pobreza nacional. 